# 鼻腔给药

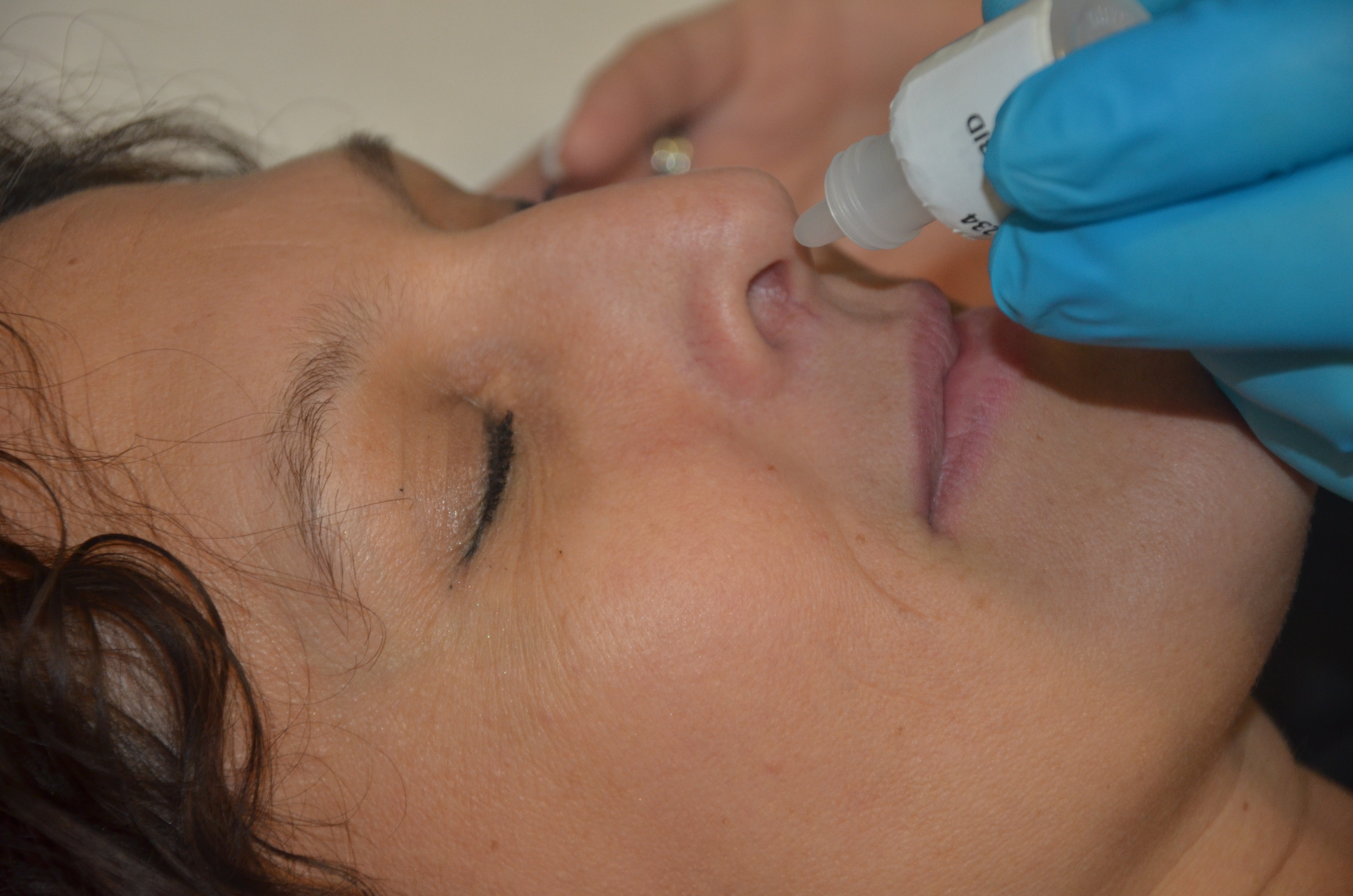
醫療人員給的鼻滴劑

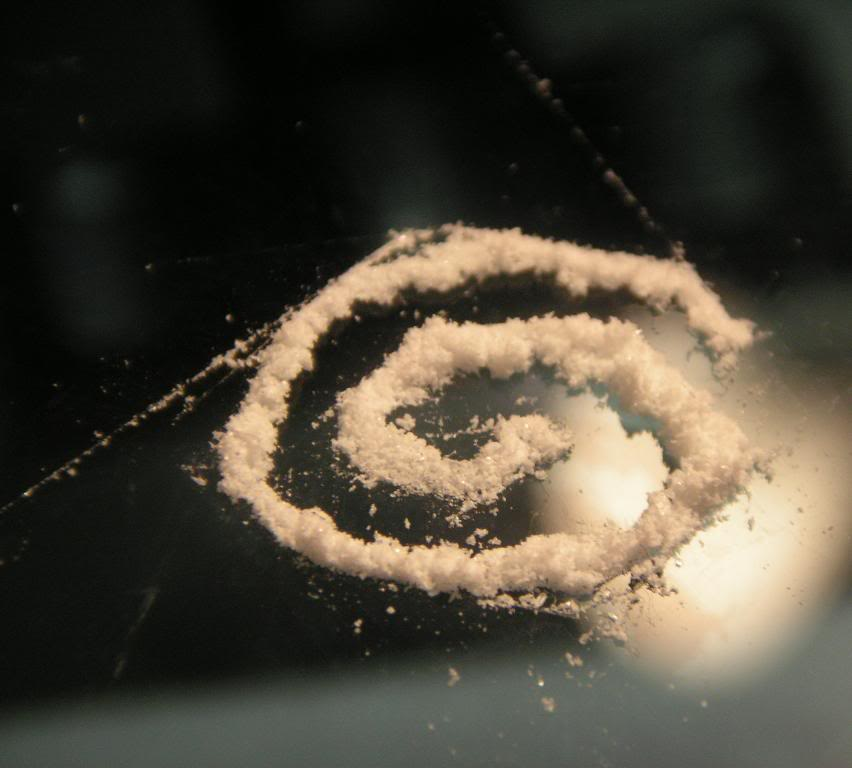
为吸入而处理的氯胺酮

鼻腔给药（英語：Nasal administration）是一种给药途径。在此过程中，药物经由鼻腔吹入。鼻腔给药既可以是外用藥物的形式，也可以是内服药物的形式。